# TT366

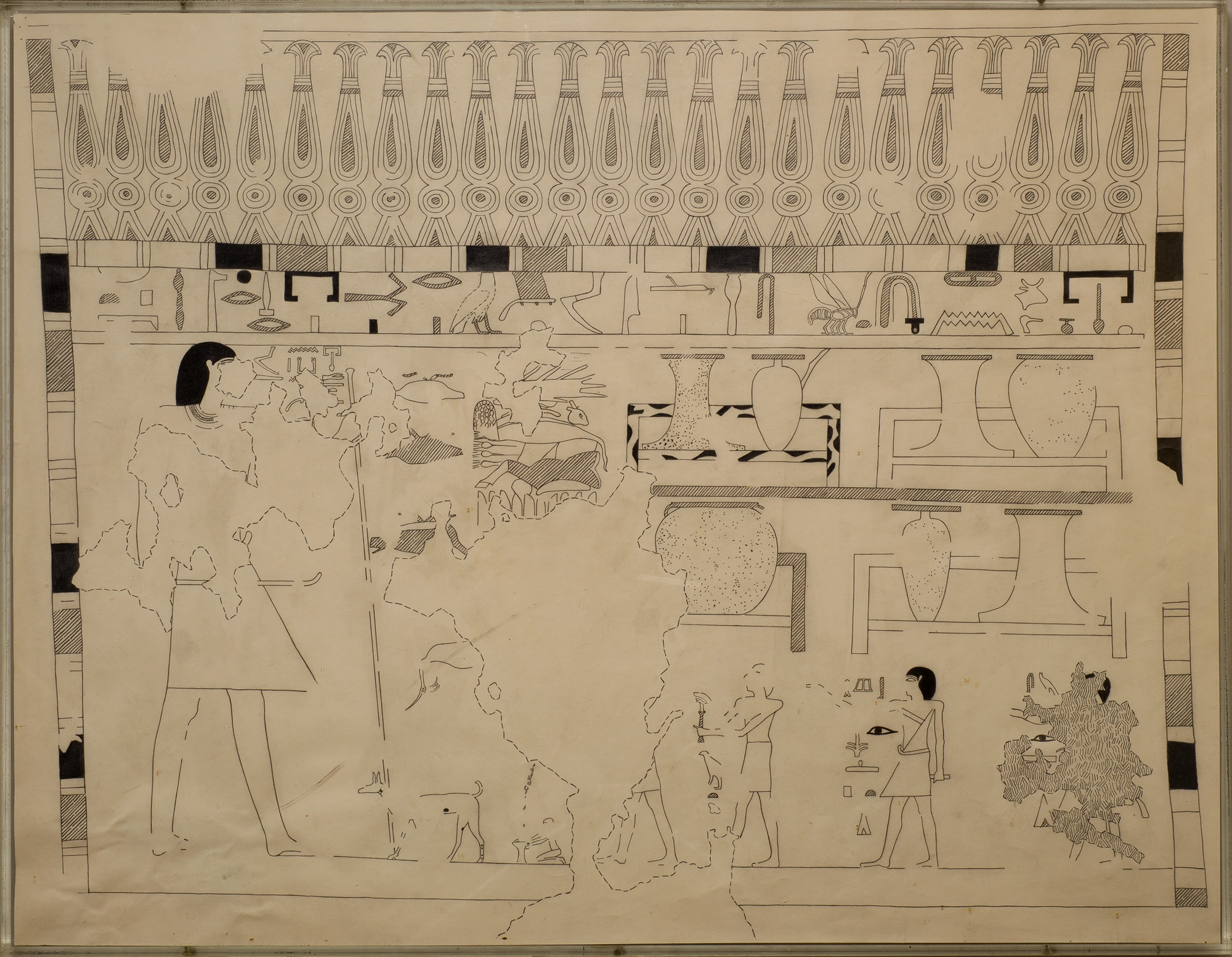
TT 366

TT366 (Theban Tomb 366) ist eine thebanische Grabanlage aus der 11. Dynastie des alten Ägypten, in der Nekropole al-Asasif gelegen. Sie gehörte dem Vorsteher des Arbeitslagers, Djar, und ist eine der wenigen Grabanlagen dieser Periode, deren Dekoration weitestgehend erhalten ist.
Die Grabkapelle hat einen T-förmigen Grundriss mit einer Reihe von Pfeilern, die den Eingang schmücken. Dahinter folgen eine breite Halle, ein Gang und eine innere Kultkapelle, von der wiederum ein Gang in die Grabkammer hinabführt.
Die Grabkapelle ist zum Großteil ausgemalt. Die Malereien sind gut erhalten, jedoch bisher nicht ausführlich publiziert. Es finden sich vor allem landwirtschaftliche Themen oder Handwerker bei der Arbeit. Djar ist mehrmals im Grab dargestellt. Obwohl er wahrscheinlich unter Mentuhotep II. amtierte, sind viele der Malereien eher grob gearbeitet und gehören der Kunst der Ersten Zwischenzeit an. Die Figuren wirken in der Regel ungelenk, obwohl bei Szenen, die den Grabinhaber zeigen, auch bessere Künstler am Werk waren.
Das Grab wurde bei den amerikanischen Ausgrabungen von Herbert E. Winlock 1930 bis 1931 entdeckt. Es liegt bisher noch keine abschließende Publikation vor.